# Nordiska Bibelinstitutet
Nordiska Bibelinstitutet, NBI under tiden 1969–1992, grundades av bland annat Don Ritter och den amerikanska missionsorganisationen Greater Europe Mission (GEM) för att utbilda pastorer, missionärer och ansvariga lekmän i Sverige utifrån en evangelikal kristendomssyn. Institutet fanns på Krokstads herrgård utanför Säffle i Värmland. Utbildningen var treårig och motsvarade en pastorsutbildning vid dåtidens övriga frikyrkliga pastorseminarier. Bibelstudier och bibelteologi liksom mission och evangelisation fick stort utrymme i institutets läroplan. Institutet var i Sverige tidigt med att erbjuda ekumenisk och evangelikal bibelutbildning. Flera frikyrkosamfund skulle senare erbjuda bibelskolor.

## Karaktärsdrag
Kännetecknande för utbildningen var 
- en stor tilltro till Bibelns auktoritet som Guds ord. Tillit till Bibelns inspiration och ofelbarhet utgjorde en teologisk grund till ambitiösa bibliska studier. Här utgjorde institutet och moderorganisationen (GEM) ett alternativ till den teologiska liberalisering som man uppfattade äga rum i stora delar av Europa.
- en satsning på bibliska studier. Under kursplanens tre år studerades och kommenterades alla Bibelns böcker isagogiskt och exegetiskt, vilket var och är unikt i jämförelse med pastorsseminarier och teologiska fakulteter i Sverige.
- en betoning på evangelisation och världsmission. Missionstanken och spridandet av det kristna evangeliet var framträdande drag i läroplanen och även i de praktiska uppgifter som eleverna tilldelades. Teori och praktik skulle följas åt. Internationella gäster medverkade ibland i institutets undervisning och andakter. Det är värt att notera att institutets period sammanfaller med den evangelikala missionsrörelsens förnyelse och dess nedslag i till exempel Lausannedeklarationen från 1974.
- en reformatorisk tradition med klassiskt teologiska ämnen. I början av skolans historia uppges att Lewi Pethrus skulle ha varnat för institutet, eftersom det kom med en 'kalvinistisk' undervisning. Den reformerta traditionen fanns hos vissa av de amerikanska lärarna men avtog med åren. I stort representerade NBI en bredare reformatorisk teologi med läror om synden, nåden, försoningen, rättfärdiggörelsen, helgelsen mm.
- en tveksamhet inför karismatiska uttryck. Den karismatiska rörelsen i Sverige hade under 1970-talet en blomstringstid och från institutets ledning var man försiktigt inställd till vissa av den karismatiska kristendomens yviga inslag. Man hade dock inte problem med att välkomna karismatiska elever till skolan. Den ambitiösa läroplanen och institutets studiemiljö främjande en mer kognitiv-voluntaristisk kristendomsförståelse.
- en amerikansk kultur. Under hela perioden var flera lärare och annan personal amerikaner med en vilja till kulturförståelse och respekt för svensk och europeisk tanketradition. I stort uppfattades det amerikanska 'bidraget' positivt av studenterna och bidrog förmodligen till att rekrytera nya elever till institutet. Institutet blev mot slutet studiemedelsberättigat. De flesta elever valde att bo i skolans internat. Praktiskt arbete, fri musikundervisning, körsång, bön och förbön och en stark gemenskap kännetecknade internatlivet vid NBI. En del elever valde att läsa ett år och många valde att studera tre år och få NBI:s diplom. Den treåriga bibelteologiska diplomutbildningen har av samfunden mottagits väl och inhämtade kunskaper har validerats och ekvivalerats.

Sammanfattande kan nämnas att Nordiska Bibelinstitutet bidrog till bibelstudiets, evangelisationens och den personliga fromhetens förnyelse i Sverige. Institutets grundare och huvudman, Greater Europe Mission var tidigt ute i Sverige och fick en historisk bekräftelse i den meningen att den senare utvecklingen, med uppkomsten av en rad olika bibelskolor i landet, har bekräftat betydelsen av det ursprungliga initiativet. Institutet upphörde 1992 på grund av ekonomiska begränsningar och rekryteringsproblem. De traditionella frikyrkosamfunden hade vid här tiden själva startat bibelskolor för intresserade lekmän och ungdomar.